# Bretania
Bretania (fr. Bretagne, bret. Breizh, gal. Bertaèyn) – kraina historyczna w północno-zachodniej Francji, położona na Półwyspie Bretońskim, nad Oceanem Atlantyckim. Obejmuje faliste i pagórkowate tereny Półwyspu Bretońskiego, z kulminacjami na wznoszących się w centrum wzgórzach d’Arrée (Toussaines, 384 m n.p.m.) i Noires (326 m n.p.m.). Wśród regionów francuskich wyróżnia się dużą odrębnością kulturową.
Współcześnie kraina podzielona jest na pięć departamentów: Côtes-d’Armor, Finistère, Ille-et-Vilaine i Morbihan (wszystkie w regionie administracyjnym Bretania) oraz Loara Atlantycka (w regionie Kraj Loary).

## Historia

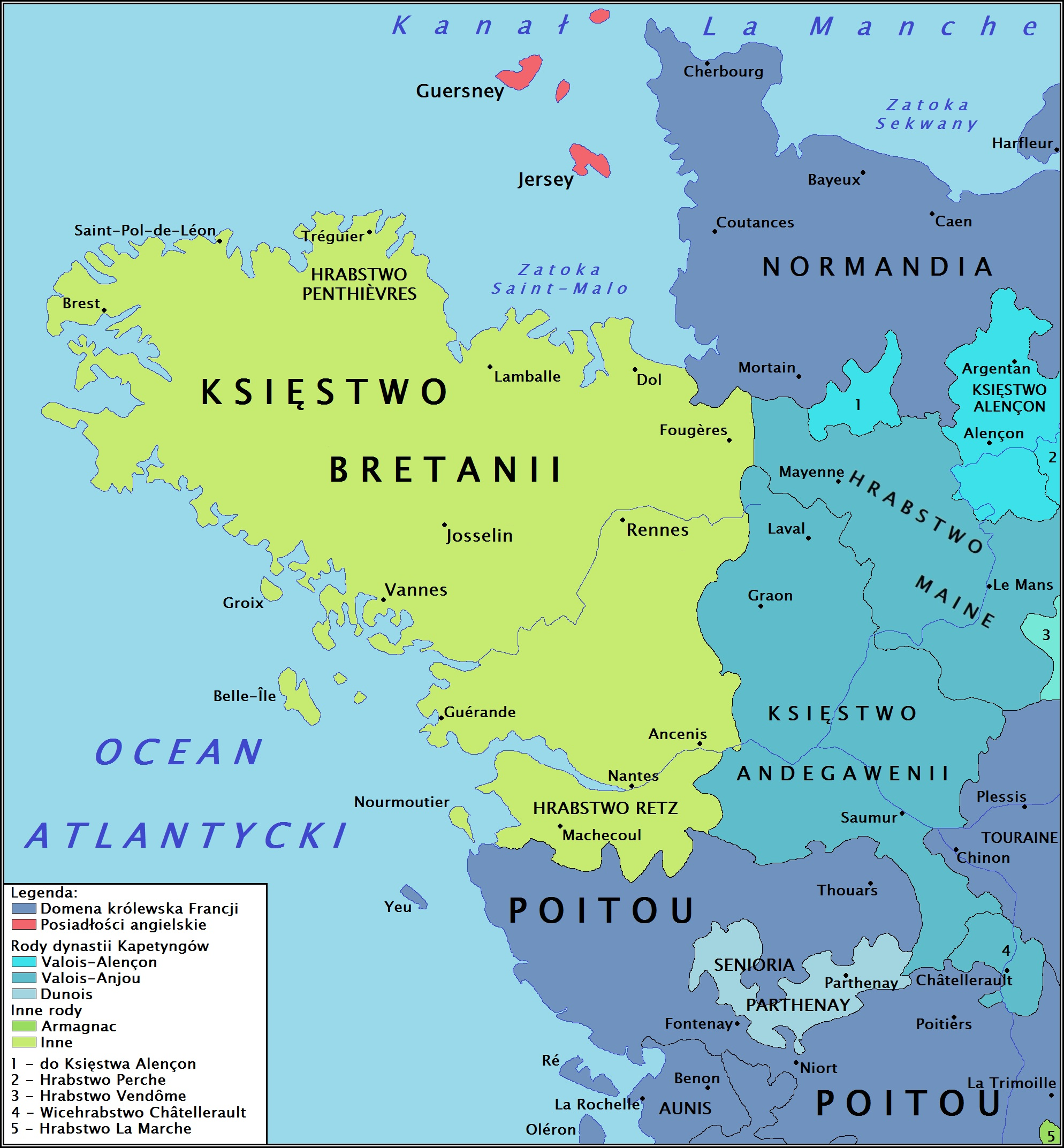
Księstwo Bretanii w 1447

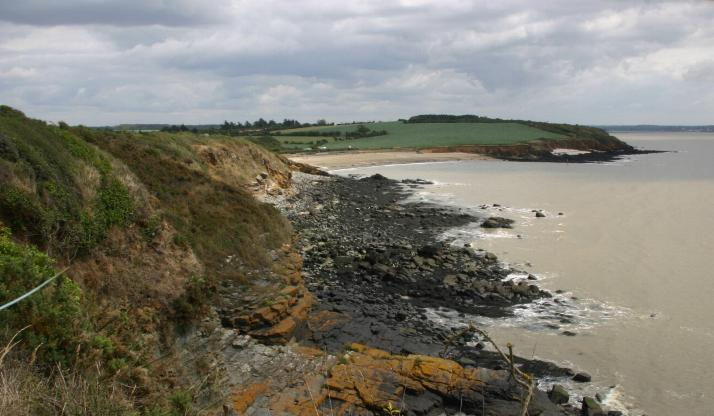
Typowy krajobraz Bretanii, wybrzeże Atlantyku w okolicach miejscowości La Baule-Escoublac

Mapa przedstawiająca tradycyjną regionalizację Bretanii

Rzymska Armoryka, w V-VI wieku zasiedlona przez celtyckie plemię Brytów, wypierane z brytyjskiej Kornwalii przez germańskich Anglów i Sasów. Następnie pod zwierzchnictwem Franków. Wobec ciągłych buntów w Bretanii Karol Wielki utworzył na jej granicy Marchię Bretońską. We wczesnośredniowiecznej Francji hrabstwo Bretanii stanowiło jedno z wielkich lenn Korony francuskiej, będąc często przedmiotem rywalizacji między Francją i Anglią. Od 1213 w posiadaniu bocznej linii Kapetyngów. W 1297 podniesione do rangi księstwa.
Ród książęcy w linii męskiej wymarł w 1488 na Franciszku II. Jego córka Anna Bretońska poślubiła w 1491 króla Francji – Karola VIII, a po jego śmierci w 1499 Ludwika XII. W 1514 córka Anny – Klaudia de Valois, wyszła za Franciszka I – późniejszego króla Francji, który w 1532 formalnie włączył lenna bretońskie do Korony francuskiej.
Niektóre odrębności (własne stany prowincjonalne) Bretania zachowała do okresu rewolucji francuskiej 1789–1799 i ówczesnej reformy administracyjnej (1790). W czasach rewolucji wraz z Wandeą i Normandią stanowiła teren powstań rojalistycznych – zwanych szuanerią, krwawo tłumionych przez wojska Republiki.

## Gospodarka
Bretania jest regionem wyróżniającym się dużym znaczeniem rolnictwa i dziedzin związanych z morzem w gospodarce. Region rolniczy – uprawa pszenicy, kukurydzy, owsa, ziemniaków, warzyw i owoców. W Bretanii produkuje się około 1/2 francuskiego drobiu i mięsa wieprzowego, prowadzona jest także hodowla bydła. W zatokach hodowla małży i ostryg. Hodowle w Bretanii dostarczają niemal 1/3 ostryg z 210 tys. ton ostryg produkowanych we Francji. Na wybrzeżu rozwinięte rybołówstwo przybrzeżne i dalekomorskie (m.in. porty w Concarneau i Lorient).
Ze względu na wyjątkowe położenie geograficzne Bretanii od stuleci istotną rolę w jej gospodarce odgrywa handel morski. Największymi portami handlowymi (przeładunek roczny przekraczający 500 tys. ton) są: Nantes-Saint-Nazaire, Lorient, Brest, Saint-Malo i Roscoff.
Eksploatacja rud żelaza, cynku i ołowiu. Rozwinięty przemysł metalurgiczny, chemiczny, elektrotechniczny, stoczniowy i spożywczy. Przy ujściu rzeki Rance do zatoki Saint-Malo działa pierwsza na świecie elektrownia pływowa (moc 240 MW). Rozwinięta turystyka – liczne kąpieliska nadmorskie (m.in. Carnac, Saint-Malo, Audierne). Ważną rolę odgrywa kanał śródlądowy Nantes-Brest.

## Miasta
Do najważniejszych miast Bretanii należą Nantes (historyczna stolica krainy, obecnie stolica regionu administracyjnego Kraj Loary), Rennes (stolica regionu administracyjnego Bretania) oraz Brest (główna baza francuskiej marynarki wojennej na Atlantyku).
| Lp. | Herb | Miasto        | Ludność (I 2017) | Region     | Departament      |
| 1.  |      | Nantes        | 309 346          | Kraj Loary | Loara Atlantycka |
| 2.  |      | Rennes        | 216 815          | Bretania   | Ille-et-Vilaine  |
| 3.  |      | Brest         | 140 064          | Bretania   | Finistère        |
| 4.  |      | Saint-Nazaire | 69 993           | Kraj Loary | Loara Atlantycka |
| 5.  |      | Quimper       | 62 985           | Bretania   | Finistère        |
| 6.  |      | Lorient       | 57 149           | Bretania   | Morbihan         |
| 7.  |      | Vannes        | 53 352           | Bretania   | Morbihan         |
| 8.  |      | Saint-Malo    | 46 097           | Bretania   | Ille-et-Vilaine  |
| 9.  |      | Saint-Brieuc  | 44 372           | Bretania   | Côtes-d’Armor    |
| 10. |      | Lanester      | 22 728           | Bretania   | Morbihan         |
| 11. |      | Fougères      | 20 418           | Bretania   | Ille-et-Vilaine  |
| 12. |      | Lannion       | 19 880           | Bretania   | Côtes-d'Armor    |

## Zabytki
Do zabytków na terenie Bretanii należą:
- megality (np. menhiry w Carnac)
- pozostałości z czasów panowania Imperium rzymskiego, np. ruiny świątyni Marsa
- dawna świątynia Merowingów
- miasto Rennes
- Saint-Malo w całości otoczone murem obronnym
- katedra w Dol-de-Bretagne
- zamek w Fougères, jedna z największych średniowiecznych budowli Bretanii
- Fort la Latte na przylądku Fréhel